# Хелтермаа
Хе́лтермаа (эст. Heltermaa) — деревня в волости Хийумаа уезда Хийумаа, Эстония.
До реформы местных самоуправлений 2017 года входила в состав волости Пюхалепа.

## География и описание
Расположена в восточной части острова Хийумаа, на берегу залива Вяйнамери. Расстояние до волостного и уездного центра — Кярдла — 22 километра. Высота над уровнем моря — 14 метров.
Климат умеренный. Официальный язык — эстонский. Почтовый индекс — 92312.

## Население
По данным переписи населения 2021 года, в Хелтермаа насчитывалось 29 жителей, из них 25 (86,2 %) — эстонцы. 
По состоянию на 1 января 2020 года в деревне насчитывалось 37 жителей: 15 женщин и 22 мужчины; 30 человек трудоспособного возраста (15–64 года), 3 ребёнка в возрасте до 15 лет и 4 человека пенсионного возраста (65 лет и старше).
По данным переписи населения 2011 года, в деревне проживали 40 человек, из них 36 (90,0 %) — эстонцы.
Численность населения деревни Хелтермаа:
| Год  | 1979 | 1989 | 2000 | 2011 | 2017 | 2018 | 2019 | 2020 | 2021 |
| ---- | ---- | ---- | ---- | ---- | ---- | ---- | ---- | ---- | ---- |
| Чел. | 77   | ↘ 57 | ↘ 43 | ↘ 40 | ↘ 30 | ↗ 34 | ↗38  | ↘ 37 | ↘ 29 |

## История
В письменных источниках 1620 года упоминается Heltermecky (хутор), 1688 года — Helltermeggi by (деревня) и Helterma Anders (хуторянин).
В подушных переписях деревня не упоминалась. Здесь стояла корчма, которую посещали в основном те, кто перебирался зимой на материк и обратно по льду замёрзшего пролива. В середине XIX века была построена морская пристань, название Хелтермаа относилось прежде всего к ней (на военно-топографических картах Российской империи (1846–1863 годы), в состав которой входила Эстляндская губерния, она обозначен как Прис. Гельтерма).
Официально Хелтермаа стала деревней в 1977 году, до этого она была частью деревни Арукюла. В советское время входила в состав Пюхалепаского сельсовета.
В 1950 году на братской могиле (памятник истории с 1997 до 2023 года), которая находится в 300 метрах от порта Хелтермаа у шоссе Хелтермаа—Кярдла, был установлен изготовленный по типовому проекту обелиск из доломита. В братской могиле были захоронены советские воины, павшие в ходе Моонзундской операции 2 октября 1944 года. В 1957 году в общей могиле были также захоронены останки 12 неизвестных солдат, найденные в окрестностях Хелтермаа (всего захоронено 88 человек). На вершине обелиска была пятиконечная звезда в круге, на его основании надпись «Вечная слава героям, павшим в сражениях за свободу и независимость нашей Родины 1941—1945» (спереди на эстонском языке, на задней стороне — на русском).
В протоколе от 30 ноября 2022 года рабочая группа по советским памятникам при Госканцелярии Эстонии признала памятник на братской могиле «красным монументом», т. е. подлежащим демонтажу и замене на нейтральный с надписью «Жертвы Второй мировой войны». Памятник был демонтирован в апреле 2023 года (см. Список советских военных памятников Эстонии).

## Инфраструктура
Деревня является важнейшим транспортным узлом Хийумаа: через неё осуществляется паромное сообщение с материковым портом в Рохукюла. Современный порт Хелтермаа может принимать суда длиной до 115 метров и осадкой до 4,3 метра, имеет 4 причала; обслуживает также торговые суда и яхты. В 1996 году было построено новое здание порта. В деревне есть небольшая гостиница.
Недалеко от порта работает основанная в 1958 году гидрометеорологическая станция.

## Достопримечательности
- Ветряная мельница Мяги,  памятник архитектуры

Символ истории местного сельскохозяйственного производства. Построена в 1795 году.
- В 2000 году в северо-западной части акватории порта была установлена бронзовая скульптура «На ветру», автор Аулин Римми (Aulin Rimmi). В настоящее время она стоит у пирса. Её неофициальные названия «Ранна Элла», «Русалка» и др.[19][20]

## Галерея

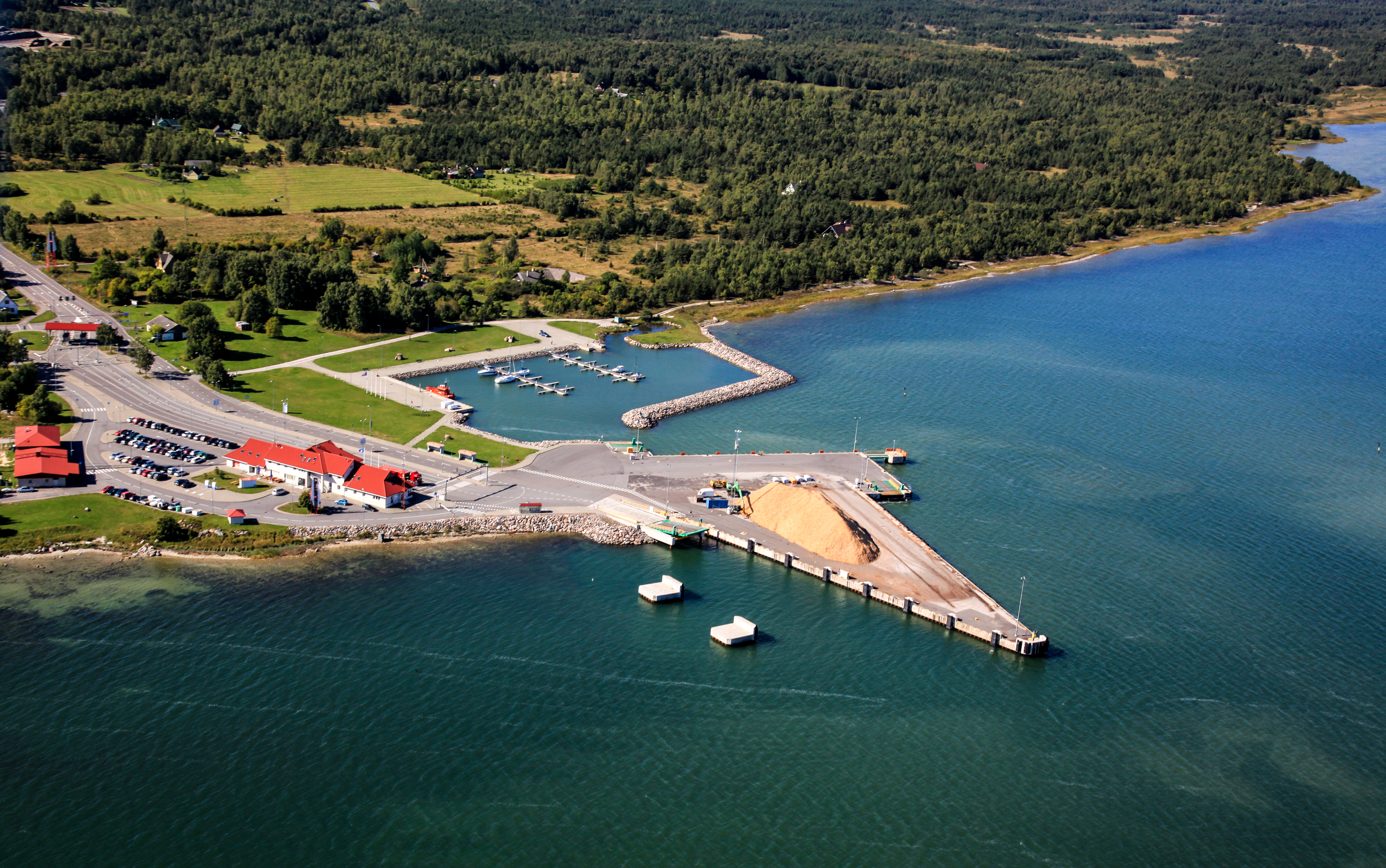
Хелтермаа
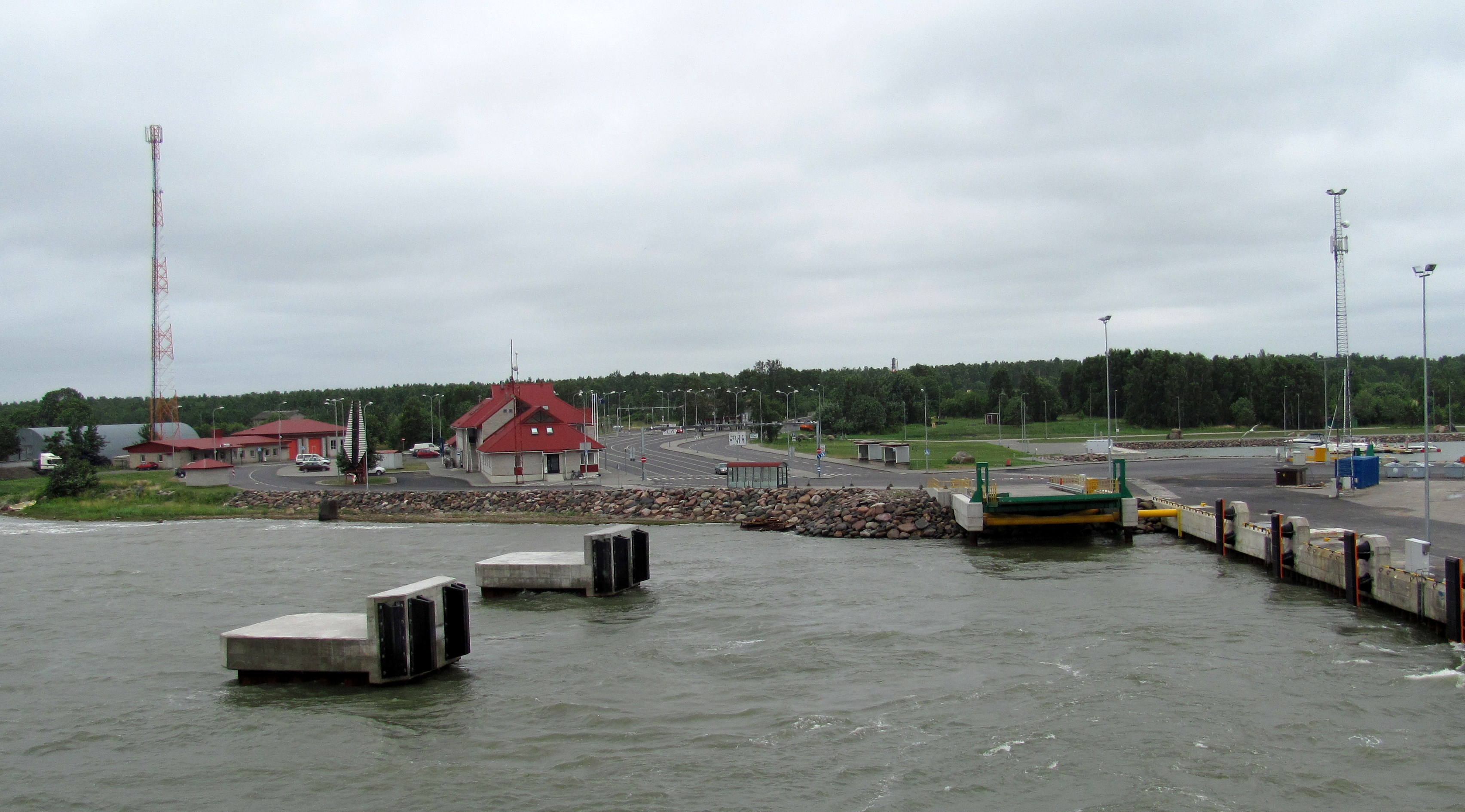
Порт Хелтермаа в 2010 году
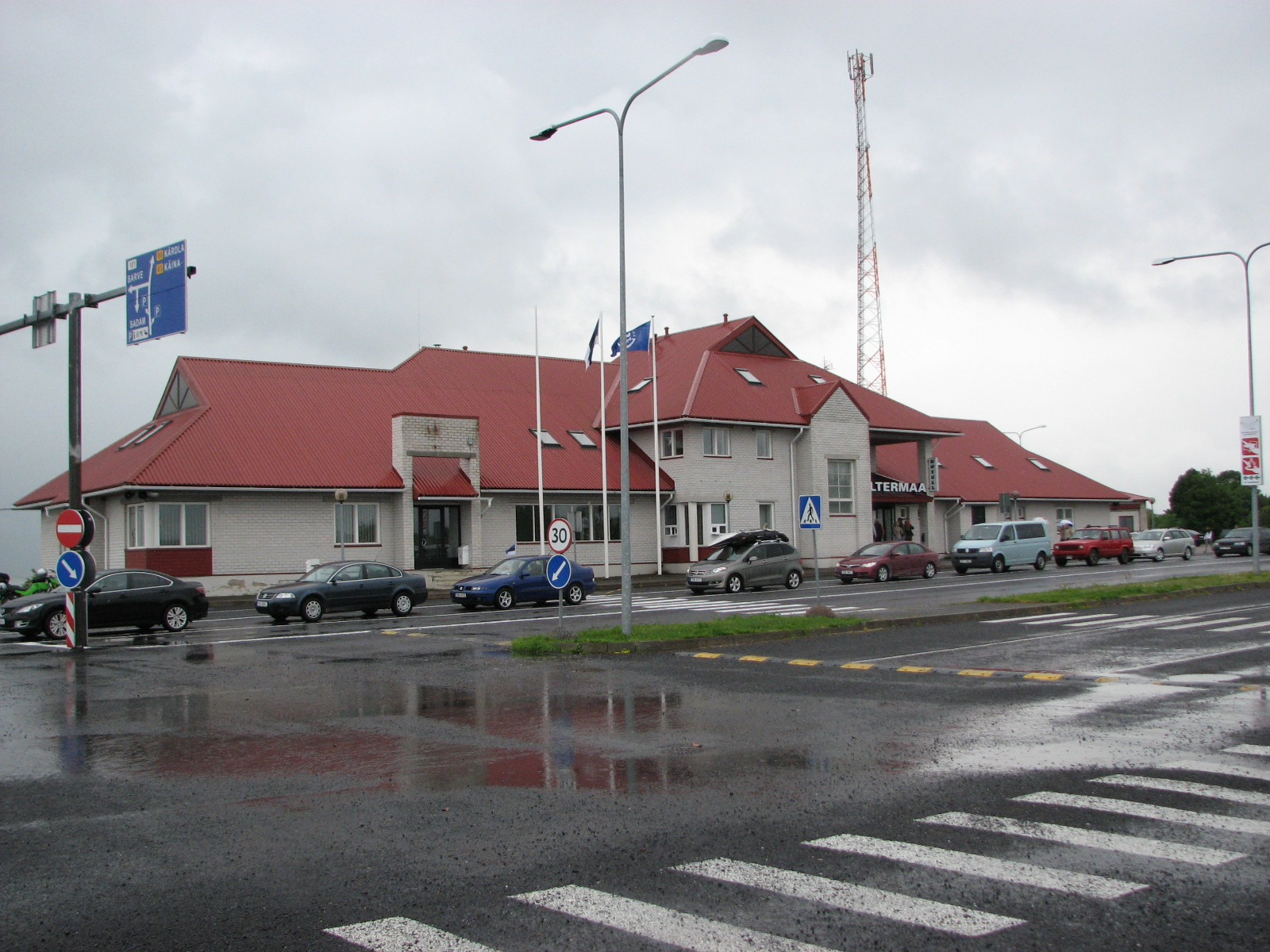
Здание порта Хелтермаа
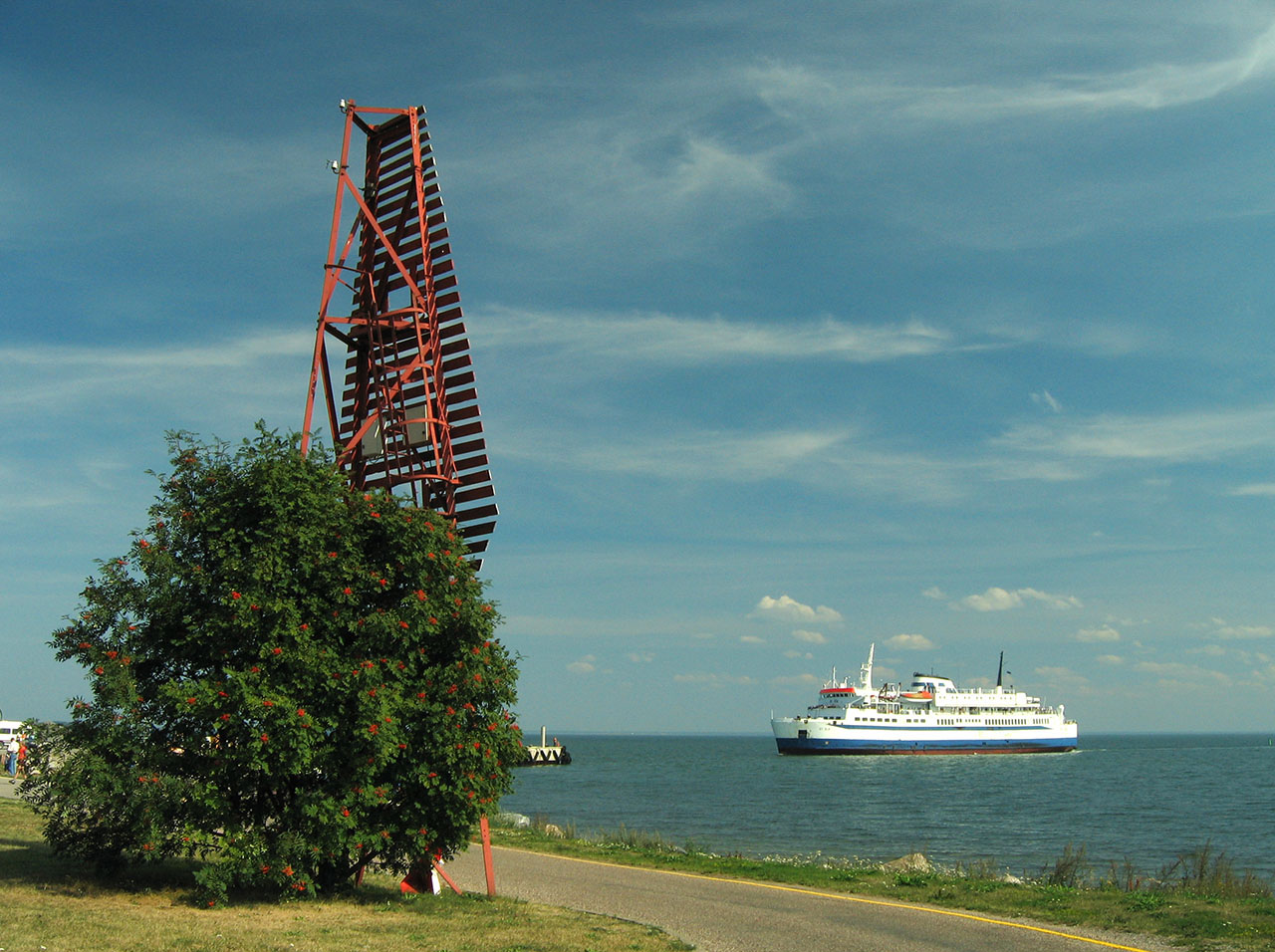
Нижний маяк Хелтермаа
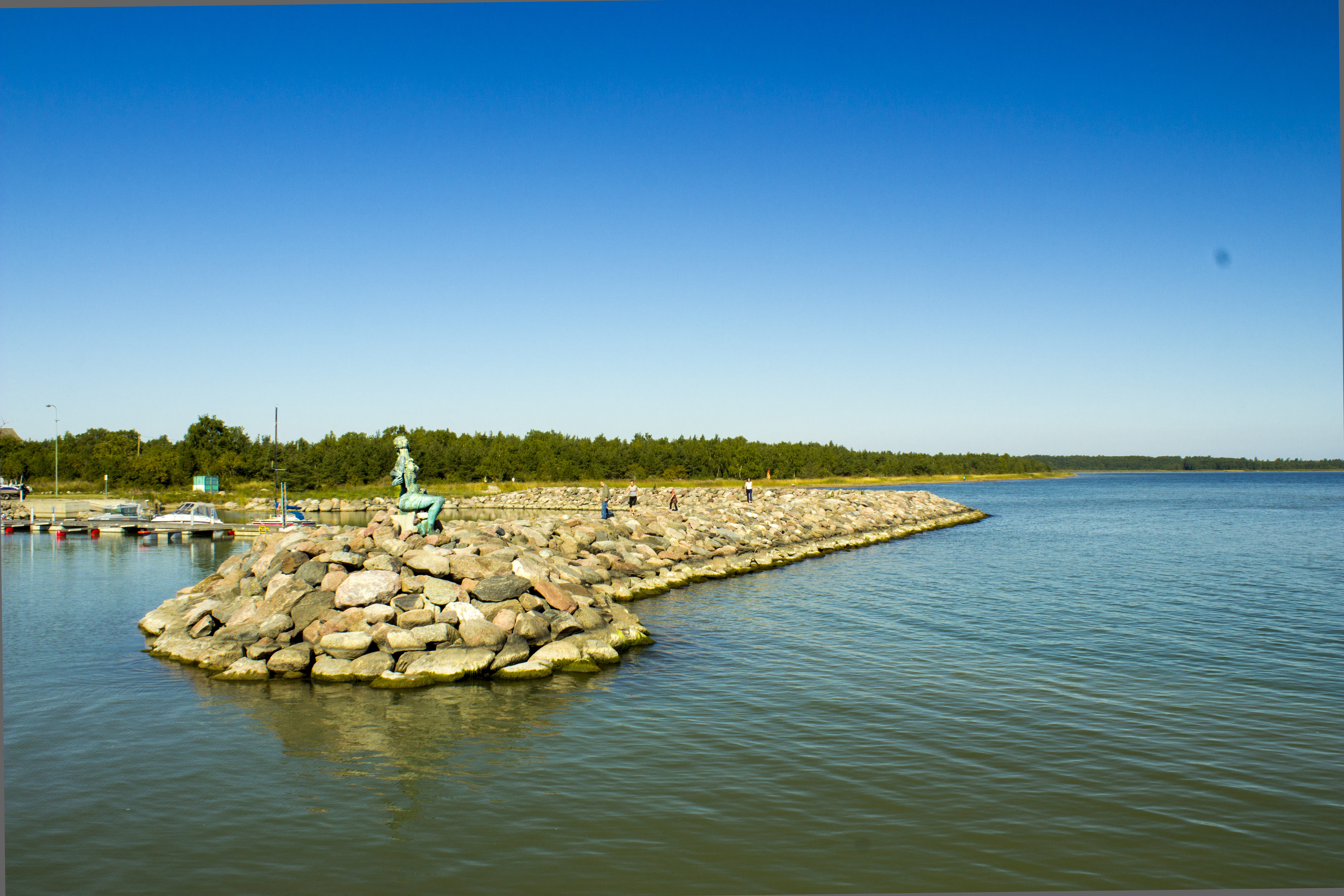
Скульптура «На ветру»